# 3324-es mellékút (Magyarország)
A 3324-es számú mellékút egy bő 6 kilométeres hosszúságú, négy számjegyű mellékút Hajdú-Bihar vármegye északnyugati részén; tulajdonképpen Polgár egyik belső útja, teljes hosszában a 35-ös főút korábbi, a településen még átvezető nyomvonalával esik egybe.

## Nyomvonala
Polgár nyugati külterületei között ágazik ki a 35-ös főútból, annak a 23+250-es kilométerszelvényénél, a főút által idáig követett délkeleti irány egyenes folytatásaként. Alig fél kilométer után már a városhoz tartozó tanyák, zártkertek között halad, Tiszai utca néven, 1,7 kilométer után pedig eléri a belterület szélét is. Onnantól a központig Dózsa György út, egy rövid szakaszon Munkácsy utca, majd a település délebbi részén Hősök utca a helyi neve. 3,8 kilométer után beletorkollik északkelet felől a 33 123-as számú mellékút, mely korábban a 36-os főút része volt, de ma már csak alsóbbrendű útnak minősül. Innentől a 3324-es a Hajdú utca nevet viseli, és alig 400 méter után újabb elágazáshoz ér: ott a 3501-es út ágazik ki belőle északkeleti irányban, Hajdúnánás felé. Nagyjából 5,2 kilométer után kilép a belterületről; kicsivel a hatodik kilométere előtt – csomópont nélkül – elhalad az M3-as autópálya felüljárói alatt; nem sokkal ezt követően pedig véget is ér, beletorkollva a 3315-ös útba, annak a 44+250-es kilométerszelvénye közelében.
Teljes hossza, az országos közutak térképes nyilvántartását szolgáló kira.kozut.hu adatbázisa szerint 6,086 kilométer.

## Története
Vonalvezetése alapján egyértelmű, hogy korábban a 35-ös főút része volt, csak azt követően kapott mellékúti hátrasorolást, hogy elkészült a főútnak a Polgár lakott területeit észak felől elkerülő szakasza.